# 1949年の読売ジャイアンツ
1949年の読売ジャイアンツ（1949ねんのよみうりジャイアンツ）では、1949年の読売ジャイアンツの動向をまとめる。
この年の読売ジャイアンツは、職業野球公式戦再開4年目のシーズンであり、1リーグ制最後のシーズンである。

## 概要
シーズン開幕前、南海のエース・別所毅彦と南海の契約交渉が難航し、交渉決裂。別所・南海ともに日本野球連盟に訴え出たところ、別所と巨人の事前交渉が発覚し、いわゆる「別所引き抜き事件」と呼ばれる事件に発展した。最終的に別所は巨人に入団したが、開幕から2ヶ月間公式戦の出場停止処分が課されることになった。チームは開幕直後から独走し2位以下を寄せ付けず、戦後職業野球再開後初の優勝を飾った。投手陣は打高傾向の中でも別所や藤本英雄、中尾碩志がローテを守って防御率はリーグ1位の3.15を記録し、打撃陣は円熟の川上哲治、青田昇などの活躍でチーム本塁打がリーグ3位、得点数がリーグ2位の706得点を記録した。シーズン終了後、リーグ拡張問題を経て2リーグ制に移行することが決定し、巨人はセントラル・リーグに属することになった。一方でシーズン途中にシベリアから帰還した水原茂の扱いを巡って一部の主力選手が三原監督の更迭と水原の監督就任を要求。最終的に正力オーナーは「三原総監督、水原監督」を正式に発表。水原新監督のもと、内紛を抱えつつチームは第2次黄金時代を迎えることになった。

## チーム成績

### レギュラーシーズン
| 1 | 遊 | 白石敏男   |
| 2 | 二 | 千葉茂     |
| 3 | 中 | 青田昇     |
| 4 | 一 | 川上哲治   |
| 5 | 左 | 平山菊二   |
| 6 | 右 | 中島治康   |
| 7 | 三 | 山川喜作   |
| 8 | 捕 | 藤原鉄之助 |
| 9 | 投 | 多田文久三 |

| 順位 | 4月終了時 | 4月終了時 | 5月終了時 | 5月終了時 | 6月終了時 | 6月終了時 | 7月終了時 | 7月終了時 | 8月終了時 | 8月終了時 | 9月終了時 | 9月終了時 | 最終成績 | 最終成績 |
| ---- | --------- | --------- | --------- | --------- | --------- | --------- | --------- | --------- | --------- | --------- | --------- | --------- | -------- | -------- |
| 1位  | 巨人      | --        | 巨人      | --        | 巨人      | --        | 巨人      | --        | 巨人      | --        | 巨人      | --        | 巨人     | --       |
| 2位  | 南海      | 3.0       | 大阪      | 4.0       | 南海      | 4.0       | 大阪      | 9.0       | 大阪      | 9.5       | 大映      | 14.5      | 阪急     | 16.0     |
| 3位  | 大阪      | 3.5       | 南海      | 4.5       | 大映      | 4.0       | 大映      | 9.5       | 阪急      | 12.0      | 阪急      | 16.0      | 大映     | 17.5     |
| 4位  | 大映      | 5.0       | 大映      | 7.0       | 大阪      | 5.0       | 阪急      | 11.0      | 大映      | 14.5      | 大阪      | 18.0      | 南海     | 18.5     |
| 5位  | 中日      | 6.5       | 阪急      | 9.5       | 阪急      | 7.0       | 南海      | 14.5      | 南海      | 15.5      | 南海      | 18.0      | 中日     | 19.5     |
| 6位  | 東急      | 8.0       | 中日      | 11.5      | 大陽      | 11.5      | 中日      | 17.5      | 東急      | 20.0      | 中日      | 20.0      | 大阪     | 20.5     |
| 7位  | 阪急      | 9.0       | 大陽      | 11.5      | 東急      | 14.0      | 東急      | 18.0      | 中日      | 20.5      | 東急      | 24.5      | 東急     | 23.0     |
| 8位  | 大陽      | 9.0       | 東急      | 12.0      | 中日      | 14.5      | 大陽      | 24.5      | 大陽      | 28.0      | 大陽      | 33.0      | 大陽     | 33.0     |

| 順位 | 球団             | 勝 | 敗 | 分 | 勝率 | 差   |
| ---- | ---------------- | -- | -- | -- | ---- | ---- |
| 優勝 | 読売ジャイアンツ | 85 | 48 | 1  | .639 | -    |
| 2位  | 阪急ブレーブス   | 69 | 64 | 3  | .519 | 16.0 |
| 3位  | 大映スターズ     | 67 | 65 | 2  | .508 | 17.5 |
| 4位  | 南海ホークス     | 67 | 67 | 1  | .500 | 18.5 |
| 5位  | 中日ドラゴンズ   | 66 | 68 | 3  | .493 | 19.5 |
| 6位  | 大阪タイガース   | 65 | 69 | 3  | .485 | 20.5 |
| 7位  | 東急フライヤーズ | 64 | 73 | 1  | .467 | 23.0 |
| 8位  | 大陽ロビンス     | 52 | 81 | 0  | .391 | 33.0 |

## 個人成績

### 主な投手成績
- 色付きは規定投球回（180イニング）以上の選手
- 太字はリーグ最高

| [[]]\| |

### 主な打撃成績
- 色付きは規定打席（打数300かつ試合数100）以上の選手
- 太字はリーグ最高

| [[]]\| |

## できごと
- 4月12日 - 「別所引き抜き事件」が尾を引いての南海との第1戦。9回裏、5-2でリードされていた巨人は、川上哲治の史上初の「逆転満塁サヨナラホームラン」で逆転勝利。
- 4月14日 - 南海第3戦。8回まで4 - 0と巨人がリードしていたが、9回表の南海の攻撃で4 - 3と追い上げられ、なお無死一塁、南海代打・岡村俊昭の打球は一塁ゴロとなり、一塁手・川上哲治は併殺を狙って。二塁ベースに入った遊撃手・白石敏明へ送り、白石も川上へボールを贈ろうとしたが、一塁走者・筒井敬三の足が絡んで倒れ、白石と筒井は口論、両ナインも入り乱れる状態となるが、そこへ現れた三原修監督がいきなり筒井を殴り付ける。世に言う「三原ポカリ事件」。
- 4月15日 - 三原修監督、「ポカリ事件」で即座に出場停止、中島治康が選手兼任で監督代行となる。
- 4月19日 - 三原修監督、連盟から「ポカリ事件」の責任を取らされ、改めて「シーズン終了まで出場停止」の処分を科せられる。
- 7月21日 - 三原修監督の出場停止処分が解ける。その頃、シベリアから水原茂が帰国。
- 7月23日 - 水原茂、後楽園球場に現れ、ファンに「水原、ただいまかえってまいりました」とご挨拶。三原監督も水原に花束を贈呈したが、ここから「三原・水原 宿命のライバル」が再び始まる。

## 選手・スタッフ
| - 登録名変更 - 呉元敞→萩原寛 | - 守備位置登録変更 - 内藤博文 外野手→内野手 |

## 表彰選手
- 最優秀防御率：藤本英雄（1.94、3年ぶり3度目）
- 沢村賞：藤本英雄（初受賞）
- ベストナイン：

藤本英雄（投手、初受賞）
川上哲治（一塁手、3年連続4度目）
千葉茂（二塁手、3年連続3度目）